# Caloptilia eurythiota
Caloptilia eurythiota là một loài bướm đêm thuộc họ Gracillariidae. Nó được tìm thấy ở Queensland.